# Pyrrhosidia
Pyrrhosidia là một chi bướm ngày thuộc họ Bướm nâu.